# Nekrolog 2004
Nekrolog
◄◄
| ◄
| 2000
| 2001
| 2002
| 2003
| 2004 | 2005 | 2006 | 2007 | 2008 | ► | ►►
Januar |
Februar |
März |
April |
Mai |
Juni |
Juli |
August |
September |
Oktober |
November |
Dezember 
Weitere Ereignisse | Allgemeiner Nekrolog 2004
Die Beschreibung der verstorbenen Person sollte so kurz wie möglich gehalten sein und nur deren signifikante Tätigkeit(en) enthalten.
Neue Namen ggf. auch unter dem Geburts- und Sterbedatum, also etwa unter 1. Januar und im Geburts- und Sterbejahr (2024) eintragen (nur bei entsprechender großer Wichtigkeit). Für Beispiele siehe die schon vorhandenen Artikel.
Außerdem über die fünf zuletzt Verstorbenen, zu denen es einen ausreichend guten Artikel für eine Präsentation auf der Hauptseite gibt, nach der todesbedingten Überarbeitung der Artikel ggf. auch unter Wikipedia Diskussion:Hauptseite informieren und sie am besten auch in den anderen Wikipedia-Sprachversionen eintragen. Tipp: Regelmäßig bei news.google.de nach „ist tot“, „gestorben“ oder „verstorben“ suchen.
Wenn eine Person gestorben ist, gibt es viele Seiten zu dieser Person in der Wikipedia, die davon auch betroffen sind und entsprechend aktualisiert werden müssen. Beispiele: Namenübersichtsseite, Geburtsjahr, Geburtsort-Seiten und viele mehr.
Wie finde ich die betroffenen Seiten?
Im Suchfeld auf der linken Seite gibt man den Suchbegriff so ein: „Vorname Nachname“. Dann klickt man auf Volltext und alle Seiten mit entsprechendem Suchtext werden aufgerufen. Hier sieht man dann schnell, wo auch das Todesjahr Sinn macht oder sogar ein Teil des Artikels angepasst werden muss. Auch hilft das „Werkzeug“ auf der linken Seite sehr gut, um solche Seiten aufzufinden: „Links auf diese Seite“. Somit ist die Wikipedia wieder aktuell in allen Bereichen! Hinweis: bei Eintragung der Kategorie „Gestorben JAHR“ wird der Missbrauchsfilter 49 ausgelöst, was jedoch nicht schlimm ist. Siehe: Spezial:Missbrauchsfilter/49
Dies ist eine Liste von im Jahr 2004 verstorbenen bekannten Persönlichkeiten. Die Einträge erfolgen innerhalb der einzelnen Daten alphabetisch sortiert. Tiere sind im Nekrolog für Tiere zu finden.
Die Liste ist nach Monaten aufgeteilt:
- Nekrolog Januar 2004
- Nekrolog Februar 2004
- Nekrolog März 2004
- Nekrolog April 2004
- Nekrolog Mai 2004
- Nekrolog Juni 2004
- Nekrolog Juli 2004
- Nekrolog August 2004
- Nekrolog September 2004
- Nekrolog Oktober 2004
- Nekrolog November 2004
- Nekrolog Dezember 2004

## Datum unbekannt
| Pacita Abad                 | US-amerikanische Malerin                                                                                        |  |
| Elio Altramura              | italienischer Artdirector und Szenenbildner                                                                     |  |
| Klaus von Andrian-Werburg   | deutscher Archivar und Diplomatiker                                                                             |  |
| Barbara Antkowiak           | deutsche Slawistin, Literaturübersetzerin und Übersetzerin                                                      |  |
| Friedel Auer-Miehle         | österreichische Malerin                                                                                         |  |
| William Henry Barber        | britischer Romanist und Voltaireforscher                                                                        |  |
| Fereydoon Batmanghelidj     | iranischer Arzt und Alternativmediziner                                                                         |  |
| Ingrid Becker               | deutsche Kunsterzieherin, Malerin und Zeichnerin                                                                |  |
| Kurt Becker-Marx            | deutscher Verwaltungsjurist                                                                                     |  |
| Ferdinand Berger            | österreichischer Widerstandskämpfer und Polizist                                                                |  |
| Ludwig Bernauer             | Schweizer Fotograf                                                                                              |  |
| Karl-Heinz Bernhardt        | deutscher Theologe, Agent und inoffizieller Mitarbeiter der DDR-Staatssicherheit                                |  |
| Gottfried Berron            | deutscher Lyriker                                                                                               |  |
| Dick Birch                  | kanadischer Badmintonspieler                                                                                    |  |
| Gerhard Bork                | deutscher Kirchenmusiker                                                                                        |  |
| Heinz Brauer                | deutscher Fußballspieler und -trainer                                                                           |  |
| Richard C. Brown            | US-amerikanischer Diplomat                                                                                      |  |
| Romuald Burkard             | Schweizer Manager                                                                                               |  |
| Paul Clarkin                | neuseeländischer Polospieler                                                                                    |  |
| Georges Codling             | kanadischer Pianist, Organist, Dirigent und Komponist                                                           |  |
| Marcel Colin-Reval          | französischer Filmfachjournalist                                                                                |  |
| Ernesto Cortázar Jr.        | mexikanischer klassischer Komponist und Pianist                                                                 |  |
| Peter Crome                 | deutscher Schriftsteller und Journalist                                                                         |  |
| Walter Delle Karth sen.     | österreichischer Skisportler                                                                                    |  |
| Jürgen Dudda                | deutscher Fußballspieler                                                                                        |  |
| Tarek Dzinaj                | deutscher Schriftsteller und Arzt                                                                               |  |
| Christian Egemar            | norwegischer Filmarchitekt                                                                                      |  |
| Hermann Eisenhut            | Schweizer Frontist                                                                                              |  |
| Karl Feitenhansl            | deutscher Politiker (NPD), MdL                                                                                  |  |
| Amadeo Gabino               | spanischer Bildhauer, Maler und Grafiker                                                                        |  |
| Hans Geulig                 | deutscher Maler und Grafiker des Surrealismus                                                                   |  |
| Johann Georg Geyger         | deutscher Maler und Grafiker                                                                                    |  |
| Erhard Goldbach             | deutscher Kohlenhändler, dann Besitzer der Tankstellenkette Goldin und Sportmäzen                               |  |
| Siegfried Göthel            | deutscher Trompeter                                                                                             |  |
| Karl-Heinz Grindler         | deutscher Fußballtrainer                                                                                        |  |
| Johannes Haas               | deutscher Musiker, Komponist, Herausgeber und Chorleiter                                                        |  |
| Edith Hauer                 | österreichische Gerechte unter den Völkern                                                                      |  |
| Martha Heuer                | deutsche Gerechte unter den Völkern                                                                             |  |
| Harald Heyns                | deutscher Jurist, SS-Mitglied und verurteilter Kriegsverbrecher                                                 |  |
| Don Higgins                 | neuseeländischer Badmintonspieler                                                                               |  |
| Alfred Hohl                 | Schweizer Diplomat                                                                                              |  |
| Fritz Hollander             | deutsch-schwedischer Industrieller und Verbandsfunktionär                                                       |  |
| Horst H. Homuth             | deutscher Mathematiker                                                                                          |  |
| Waltraud Hunke              | deutsche Germanistin und Skandinavistin                                                                         |  |
| Wolfram Ibing               | deutscher Brigadegeneral                                                                                        |  |
| Hans-Peter Jannoch          | deutscher Dirigent, Komponist und Pianist                                                                       |  |
| Jigme Phüntshog             | chinesisch-tibetanischer Nyingma-Meister des tibetischen Buddhismus und Gründer der buddhistischen Akademie ... |  |
| Margaret Jope               | britische Biochemikerin                                                                                         |  |
| Michael Kies                | deutscher Ringer                                                                                                |  |
| Ferdinand Kirchhof sr.      | deutscher Jurist                                                                                                |  |
| Christa Kohler              | deutsche Psychiaterin und Hochschullehrerin                                                                     |  |
| Leo Kuhn                    | österreichischer Widerstandskämpfer gegen das NS-Regime im Zweiten Weltkrieg und Geschichtsvermittler           |  |
| Hans Langemann              | deutscher Geheimdienstler, Leiter des Verfassungsschutzes Bayern                                                |  |
| John Lemont                 | kanadischer Filmregisseur, Drehbuchautor und Filmproduzent                                                      |  |
| Alan Levy                   | US-amerikanischer Journalist                                                                                    |  |
| Haide Lorenz                | deutsche Schauspielerin, Musicaldarstellerin, Synchron- und Hörspielsprecherin                                  |  |
| Oskar Löwenstein            | deutscher sogenannter Halbjude zur Zeit des Nationalsozialismus                                                 |  |
| Gertrud Maaß                | deutsche Politikerin (SPD), MdBB                                                                                |  |
| Tage Madsen                 | dänischer Badmintonspieler                                                                                      |  |
| Manouchehr Marzban          | persischer Diplomat                                                                                             |  |
| Mahmoud Messadi             | tunesischer Schriftsteller und Politiker                                                                        |  |
| Paolo Moffa                 | italienischer Filmregisseur und Filmproduzent                                                                   |  |
| Tony Morgan                 | britischer Maler, Bildhauer, Multimediakünstler und Performance                                                 |  |
| Willi Müller                | deutscher Schuhfabrikant und Präsident des 01. FC Kaiserslautern                                                |  |
| Hermann Josef Nellessen     | deutscher Dirigent und Komponist                                                                                |  |
| Jean-Louis Nicot            | französischer Luftwaffengeneral                                                                                 |  |
| Jochen Nieder-Schabbehard   | deutscher Künstler und Werber                                                                                   |  |
| Anatoli Nowikow             | letzter Leiter der Berliner Auslandsdienststelle des KGB                                                        |  |
| Christa Oenicke             | deutsche Schauspielerin                                                                                         |  |
| OUBEY                       | deutscher bildender Künstler                                                                                    |  |
| Anneliese Overbeck          | deutsche Malerin und Grafikerin                                                                                 |  |
| Frank Kobina Parkes         | ghanaischer Journalist, Rundfunksprecher und Autor                                                              |  |
| Margot Philipp              | österreichische Schauspielerin                                                                                  |  |
| Siegfried Pilz              | deutscher Ingenieur und Industrieforscher                                                                       |  |
| Waldemar Pottier            | deutscher Schauspieler und Kinderdarsteller beim Stummfilm                                                      |  |
| Jürgen Remane               | deutscher Geologe und Paläontologe                                                                              |  |
| Leo Roth                    | österreichischer Sänger, Kantor der Jüdischen Gemeinde zu Graz, Wien, Berlin                                    |  |
| Franz Schumertl             | deutscher Kommunalpolitiker (SPD)                                                                               |  |
| Dietrich Schwanitz          | deutscher Anglist und Schriftsteller                                                                            |  |
| Heinz Wilhelm Schwarz       | deutscher Regisseur                                                                                             |  |
| Elisabeth Schwarzenberg     | österreichische Opernsängerin                                                                                   |  |
| Muhammad Sharif             | pakistanischer Großindustrieller                                                                                |  |
| Don Sharpe                  | britischer Tontechniker                                                                                         |  |
| Natalja Smirnizkaja         | sowjetische Leichtathletin                                                                                      |  |
| Günter Sondergeld           | deutscher Jurist, Richter am Bundesfinanzhof                                                                    |  |
| Hugo Steurer                | deutscher Pianist und Musikpädagoge                                                                             |  |
| Xavier Thévenot             | französischer Ordenspriester und Moraltheologe                                                                  |  |
| Abd-ar-Rahman Ahmad Ali Tur | erster Präsident Somalilands                                                                                    |  |
| Günter Voglsamer            | deutscher Maler und Präsident der Akademie der Bildenden Künste Nürnberg                                        |  |
| Eva Christina Vollmer       | deutsche Kunsthistorikerin, Musikwissenschaftlerin und Germanistin                                              |  |
| Dieter Wagner               | deutscher Drucker, Buchgestalter und Verleger                                                                   |  |
| Renate Wald                 | deutsche Soziologin und Hochschullehrerin                                                                       |  |
| Sigrid Wegner-Korfes        | deutsche Historikerin                                                                                           |  |
| Erhard Wehrmann             | deutscher Fotograf                                                                                              |  |
| Seán Whelan                 | irischer Diplomat                                                                                               |  |
| Bernard Williams            | irisch-französischer Fußballspieler                                                                             |  |
| Detlev Witte                | deutscher Schauspieler, Synchronsprecher und Hörspielregisseur                                                  |  |
| Detlef Wolff                | deutscher Autor                                                                                                 |  |
| Ludmilla Ymeri              | albanische Cellistin und Musikpädagogin tschechischer Herkunft                                                  |  |
| Arthur Zelger               | österreichischer Designer                                                                                       |  |